# شركة شادورمالو الصناعية للتعدين
شركة شادورمالو الصناعية للتعدين تأسست في يونيو 1992 في طهران، إيران.
هي المنتج الرئيسي لمركزات خام الحديد عن طريق الخفض المباشر في الشرق الأوسط بـ 7 ملايين طن / سنة وتنتج ما يصل إلى 1.000.000 طن / سنة من خام الحديد المسحوق لأفران الصهر وتصديره.
برأسمال سوقي بلغت مليارَي دولار في عام 2007، تعد واحدة من أكبر الشركات المدرجة في بورصة طهران.
حصلت الشركة على شهادات ISO 9001 وISO 14001 وOHSAS 18001.

## روابط خارجية
- الموقع الرسمي